# Calle de los Estiradores
La calle de los Estiradores es una vía pública de la ciudad española de Segovia.

## Descripción
La vía, cuyo título es de origen gremial, discurre desde la calle del Roble hasta la de Perucho. Aparece descrita en Las calles de Segovia (1918) de Mariano Sáez y Romero con las siguientes palabras:

Estiradores.—Parte esta calle de la del Roble y se encamina hacia el comienzo de la de José Zorrilla. Proviene el nombre de los antiguos operarios de las fábricas de paños denominados estiradores, los que vivían muchos en este barrio y calles adyacentes. Estirador, como su nombre indica, era el encargado de alargar los paños y ponerlos tirantes y tersos, y era operación muy delicada que empleaba buen número de oficiales y maestros.
(Sáez y Romero, 1918, p. 72)